# Eisenerzer Alpen
Die Eisenerzer Alpen sind laut Alpenvereinseinteilung der Ostalpen (AVE) der südliche Teil der Ennstaler Alpen, benannt nach der historischen Montanstadt Eisenerz in der Steiermark. Sie werden im Norden durch den Radmer- und Johnsbachgraben und die Kaiserau von den Gesäusebergen getrennt. Die Ostgrenze verläuft entlang des Erzbach- und Vordernbergertals. Im Süden reichen sie bis zur Mur und im Westen werden sie vom Liesing- und Paltental begrenzt, wo die wichtige Alpentraverse über den Schoberpass (849 m) verläuft. Im Gegensatz zu den Kalkstöcken der Ennstaler Alpen gehören sie aber zur Grauwackenzone und werden dementsprechend oft als eigenständiges Gebirge aufgefasst. Höchster Gipfel ist das Gößeck (2214 m) im Reiting-Massiv (Südosten des Gebirges), als bekanntester Berg wird vielfach der Eisenerzer Reichenstein (2165 m) gesehen.

## Die Gebirgsgruppen der Eisenerzer Alpen

### Eisenerzer-Alpen-Hauptkamm

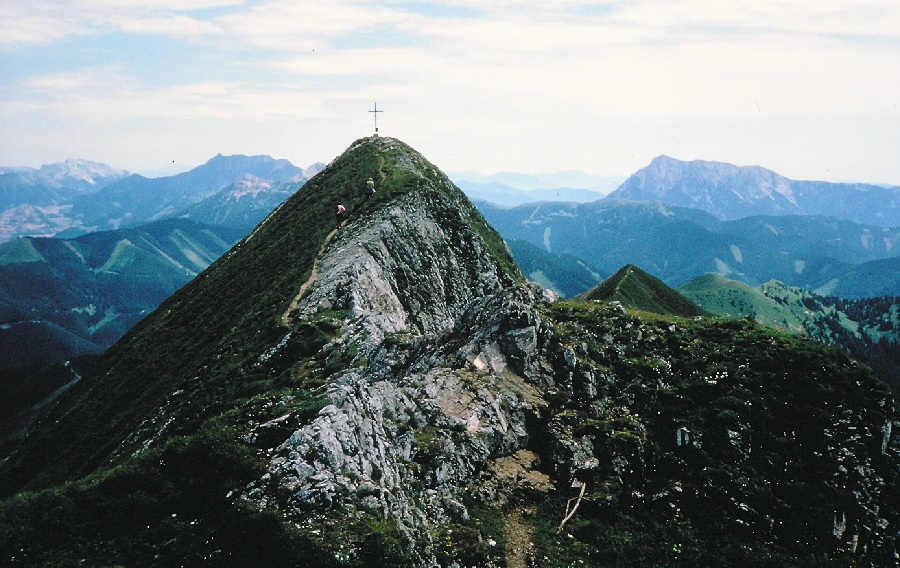
Blick auf den Gipfel des Zeiritzkampels nach Osten

Der geradlinige Hauptkamm der Eisenerzer Alpen zieht sich über eine Länge von etwa 60 Kilometer: von Selzthal bei Liezen im Westen bis zur Passstraße des Präbichl (1226 m) bei Eisenerz im Osten. Dabei führt mit dem Eisenerzer-Alpen-Höhenweg, der den Theklasteig und den Eduard-Girstmayer-Steig beinhaltet, ein fast durchgehender Panoramaweg über seinen Kamm (Ausdauer und an einigen Stellen Schwindelfreiheit und Trittsicherheit erforderlich). In Wanderführern wird für den rund 40 Kilometer langen Höhenweg zwischen Mödlinger Hütte und Reichensteinhütte eine Wanderzeit von 12–14 Stunden angegeben. Auf der gesamten Strecke bieten sich Blicke auf die Gesäuseberge im Norden, den Hochschwab im Nordosten sowie die Rottenmanner und Seckauer Tauern im Süden. Von den meisten Gipfeln geht die Aussicht bis zum Dachstein und zum Toten Gebirge im Westen und ins Grazer Bergland mit den Fischbacher Alpen im Osten. Geologisch interessant ist der Bereich über dem Gaishorner Fenster in der Nähe der Treffner Alm unweit der Mödlinger Hütte. Hier trifft die Grauwackenzone der Eisenerzer Alpen auf die Kalksteinberge der Admonter Reichensteingruppe.

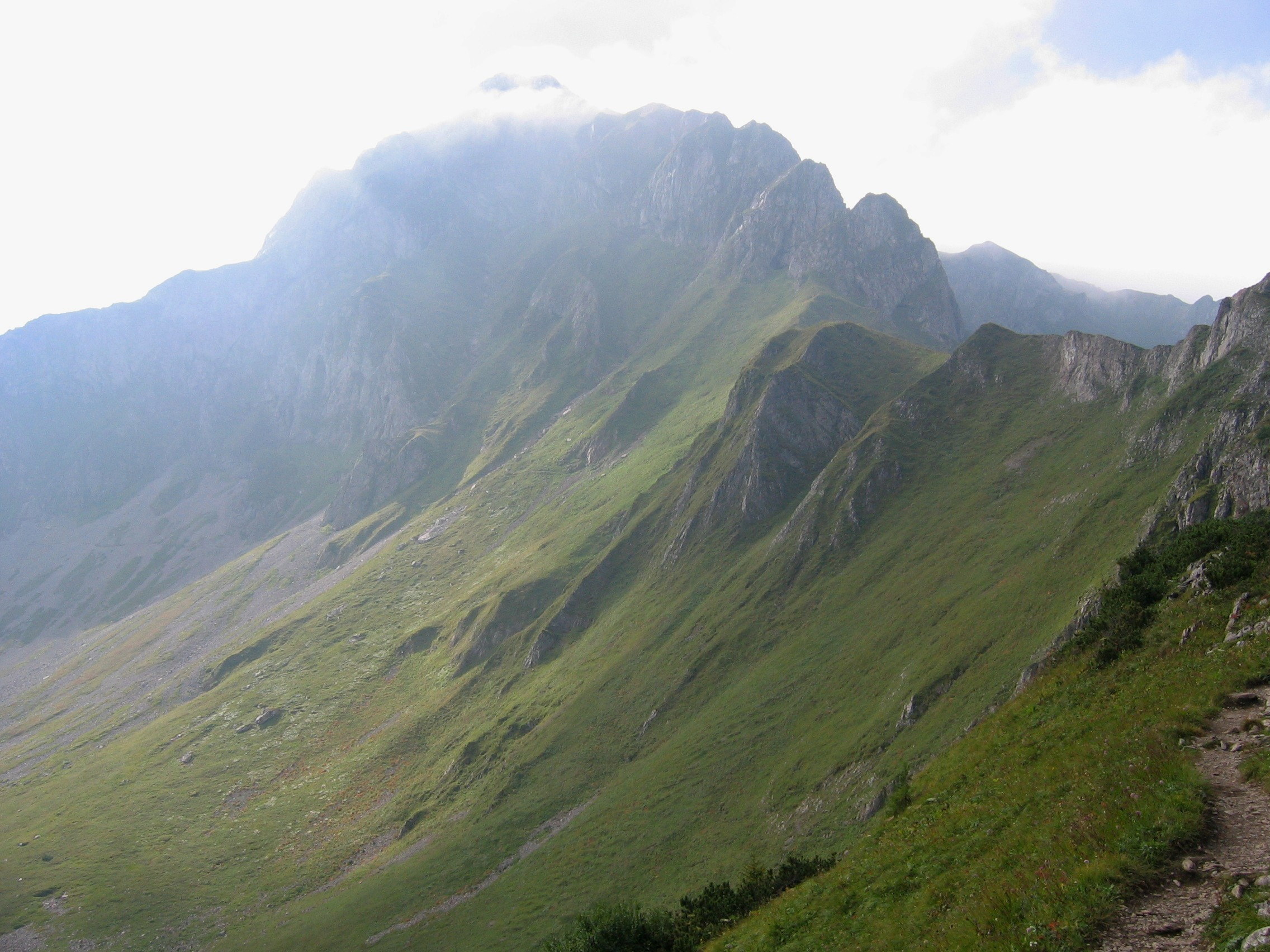
Der Eisenerzer Reichenstein

Im Jahr 1896 verkaufte die Österreichisch-Alpine Montangesellschaft der Sektion Obersteier des Deutschen und Österreichischen Alpenvereins, der späteren Sektion Leoben des Österreichischen Alpenvereins, eine Grundfläche von 1200 m² auf dem Eisenerzer Reichenstein zur Errichtung eines Schutzhauses. Die Alpine Montangesellschaft unterstützte auch später die Sektion mit Rat und Tat. In Würdigung dieser Hilfe wurde Bergdirektor Emil Sedlaczek anlässlich der Eröffnung der Reichensteinhütte im Jahre 1898 zum ersten Ehrenmitglied der Sektion gewählt. Als im Jahr 1900 die Weganlage vom Eisenerzer Reichenstein bis zum Wildfeld fertiggestellt war, hat man diesen Steig nach Thekla Sedlaczek, der Ehefrau des Bergdirektors, Theklasteig benannt. Die Weganlage vom Wildfeld bis zum Zeiritzkampel konnte 1923 eröffnet werden. Sie wurde nach dem langjährigen verdienstvollen Kassenwart der Sektion Leoben Eduard-Girstmayer-Steig benannt.
Die wichtigsten Gipfel im Hauptkamm sind von West nach Ost:
- Dürrenschöberl (1737 m): schöner Rundblick, im Sommer Bergmesse
- Lahngangkogel (1778 m): beliebter Skiberg, einer der Hausberge der Klinke-Hütte mit schönem Ausblick ins Ennstal, zum Grimming und zum Dachstein.
- Spielkogel (1731 m): einer der Hausberge der Mödlinger Hütte
- Blaseneck (1969 m): schöner Blick auf die Gesäuseberge
- Leobner (2036 m): westlichster Zweitausender im Hauptkamm mit schöner Rundsicht, beeindruckende Flora
- Leobner Mauer (bis 1900 m): brüchige Wandbildungen mit deutlich rötlichem Gestein, eine Folge von Eisenmineralen im oft erzhaltigen Gestein der Grauwackenzone. Bitte nicht verwechseln mit der Leobner Mauer beim Präbichl, die schon zum Hochschwab gehört.
- Lahnerleitenspitze (2027 m): ausgeprägte Form mit schönen Felsgraten
- Zeiritzkampel (2125 m): wild- und blumenreiche, eindrucksvolle Berggestalt; markante Erhebung; weitreichende Aussicht
- Weitböden-Erhebungen (um 1800 m): dieses Gebiet ist umgeben von schönen Hochmooren und sumpfigen Gewässern
- Wildfeld (2043 m): Berg mit felsigen brüchigen Wänden – klassischer Schitourenberg – da an manchen Winterwochenenden zu viele Tourengeher kommen, musste für den Trofaiacher Gößgraben eine strikt einzuhaltende Parkordnung eingeführt werden.
- Stadelstein (2070 m): weiter Rundblick
- Schwarzenstein (1953 m): aussichtsreich, aber wegen seiner brüchigen Felsen nicht leicht zu besteigen
- Eisenerzer Reichenstein – Westgipfel (2143 m): gute Aussicht
- Eisenerzer Reichenstein – Hauptgipfel (2165 m): zweithöchster Berg der Eisenerzer Alpen; sehr schöne Aussicht; nur 15 Minuten von der Reichensteinhütte, alle Zustiege erfordern Trittsicherheit; als Kletterberg wegen der brüchigen Wände weniger geeignet.
- Vordernbergermauer (1971 m) mit Fahnenköpfl (1648 m)

Von Südosten gelangt man über den Trofaiacher Gössgraben rasch auf den Hauptkamm der Eisenerzer Alpen. Einige Wegvarianten im Kammgebiet lassen sich abseits der Wegmarkierungen über steile Wiesenflächen und sanfte Grate durchführen.

### Reiting
Der Reiting ist ein Gebirgsstock am südlichen Rand der Eisenerzer Alpen. Mit seinen vier Gipfeln – Gößeck (2214 m), Grieskogel (2148 m), Kahlwandspitze (2049 m) und Klauen (1849 m) –, zwanzig zum Teil wüsten Gräben und steilen Waldleiten ist er fast ein eigenes kleines Gebirge.

### Hochkogel-Kaiserschild-Gruppe
Der Kaiserschild (2085 m ü. A.) ist ein breitgeformter Berg im Westen der Stadt Eisenerz und bildet mit dem etwas höheren Hochkogel (2105 m ü. A.) einen Doppelgipfel.

### Erzberg

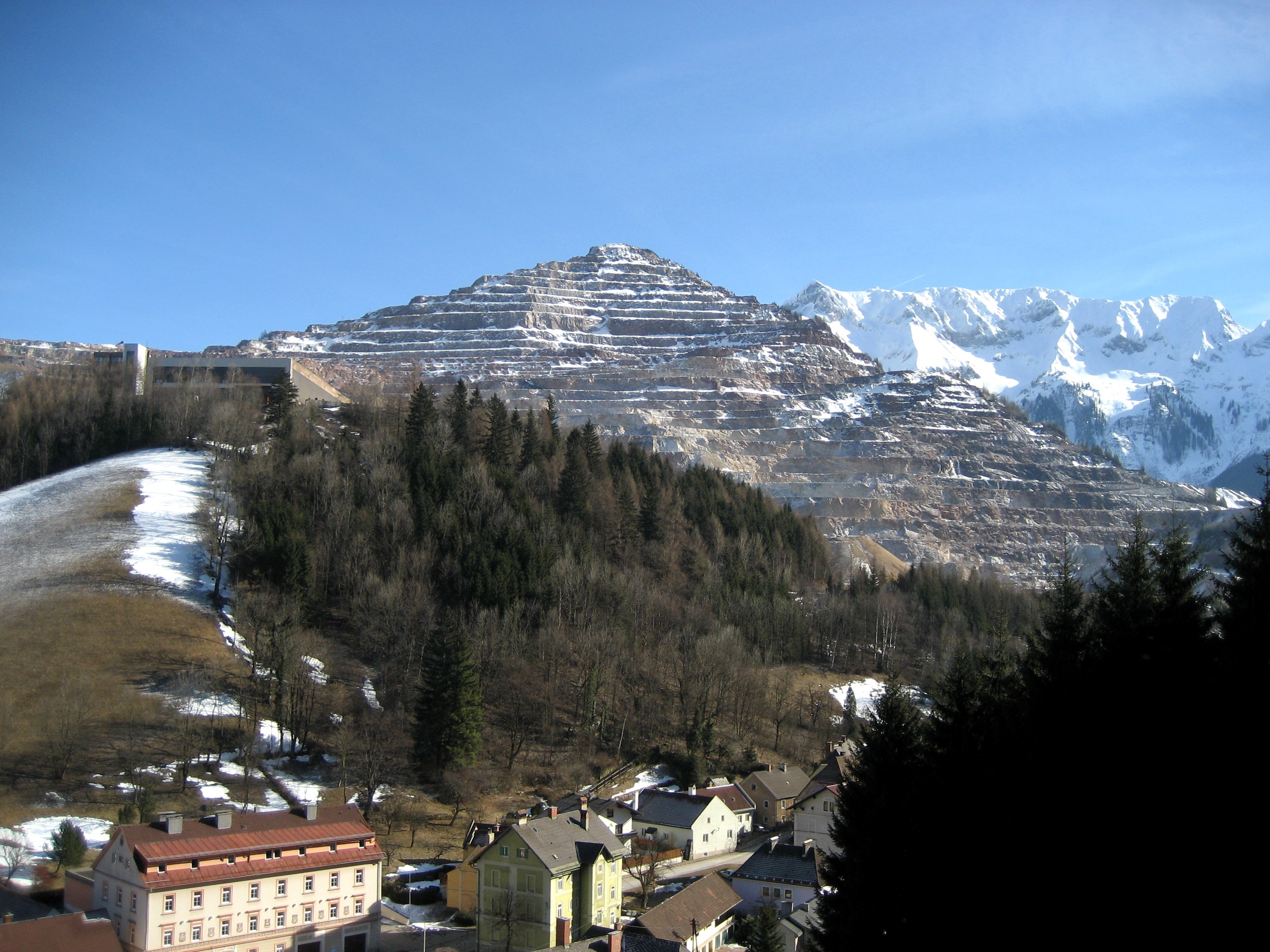
Eisenerz mit dem Erzberg

Der Erzberg liegt am Ostrand der Gruppe. Er gilt als das größte Sideritvorkommen (FeCO3, Spateisenstein) der Welt, hat aber aufgrund der Durchmischung mit anderen Erzen nur einen Eisengehalt von 20–40 %.
Wann der Eisenerzabbau auf dem Erzberg begann, ist bislang ungeklärt, für den oft behaupteten Erzabbau in der Römerzeit gibt es keine wissenschaftlichen Beweise. Nachgewiesen ist, dass zumindest seit dem Hochmittelalter am Erzberg Eisen abgebaut wurde. In der Frühen Neuzeit war der Abbau die „Waffenkammer“ der Habsburgermonarchie und versorgte die Kleineisenindustrie des ganzen österreichisch-innerösterreichischen Kernraumes (Eisenwurzen, Obersteiermark). In dieser Zeit wurden aber auch weiträumig die Berge entwaldet, um Brennmaterial für die Verhüttung zu liefern. Im 19. Jahrhundert erlebte die Eisengewinnung einen großen Aufschwung, die abgebauten Erze werden über die Rudolfsbahn in die Stahlhütten nach Linz und Leoben (Hüttenwerk Donawitz) transportiert, dorthin allerdings bis über die Mitte des 20. Jahrhunderts über die Erzbergbahn, seitdem ebenfalls über die Rudolfsbahn über Selzthal. 1986 wurde der Untertageabbau eingestellt, in den Stollen wird ein Schaubergwerk eingerichtet. Das Erzvorkommen soll noch einige Jahrzehnte ausreichen.

## Hütten
- Reichensteinhütte (2136 m): am Gipfel des Eisenerzer Reichensteins; östlicher Ausgangspunkt des Eisenerzer-Alpen-Höhenwegs
- Mödlinger Hütte (1523 m): Stützpunkt für den Admonter Reichenstein (Gesäuse); Hausberg Spielkogel; westlicher Ausgangspunkt des Eisenerzer-Alpen-Höhenwegs; schöne Wanderung über die Flitzenalm zur Klinke-Hütte
- Klinke-Hütte (1486 m): Stützpunkt für Admonter Kalbling und Sparafeld (Gesäuse); leichte Wanderung auf den Lahngangkogel; schöne motivreiche Wanderung über die Flitzenalm zur Mödlinger Hütte

## Tourismus
Touristisch ist das Gebiet mit zahlreichen Wanderwegen erschlossen, bietet aber mit der Reichensteinhütte nur eine bewirtschaftete Berghütte mit Nächtigungsmöglichkeit an. Diese ist auch Stützpunkt für den Nord-Süd-Weitwanderweg, der hier die Eisenerzer Alpen berührt. Die Eisenerzer Alpen stehen etwas im Schatten ihrer großen Nachbarn: der Niederen Tauern, der Gesäuse-Berge und des Hochschwabs.
Sehr beliebt ist der über die Grate der Vordernberger Mauern führende Grete-Klinger-Steig, der Schwindelfreiheit und Trittsicherheit verlangt, aber ausgezeichnet mit Seilsicherungen ausgestattet ist.
In den Randgebieten (Präbichl, Wald am Schoberpaß, Kaiserau) sind kleine Wintersportgebiete angesiedelt, welche die Möglichkeit für alpinen Skilauf und Skilanglauf bieten.